# Урусовське сільське поселення (Ардатовський район)
Уру́совське сільське поселення (рос. Урусовское сельское поселение) — муніципальне утворення у складі Ардатовського району Мордовії, Росія. Адміністративний центр — село Урусово.

## Історія
Станом на 2002 рік існували Жабинська сільська рада (село Жабино) та Урусовська сільська рада (село Урусово).
17 травня 2018 року було ліквідовано Жабинське сільське поселення, його територія увійшла до складу Урусовського сільського поселення.

## Населення
Населення — 876 осіб (2019, 1158 у 2010, 1375 у 2002).

## Склад
До складу поселення входять такі населені пункти:
| Населений пункт   | Населення, осіб (2002) | Населення, осіб (2010) |
| ----------------- | ---------------------- | ---------------------- |
| Жабино, село      | 481                    | 381                    |
| Урусово, присілок | 894                    | 777                    |